# Suslic de cua rodona
El suslic de cua rodona (Xerospermophilus tereticaudus) és una espècie de rosegador de la família dels esciúrids. Viu a Mèxic i els Estats Units. El seu hàbitat natural són els deserts sorrencs de plana, particularment aquells on hi dominen els mesquites i les governadores. Es creu que no hi ha cap amenaça significativa per a la supervivència de l'espècie. El seu nom específic, tereticaudus, significa 'de cua arrodonida' en llatí.